# Crotalaria occidentalis
Crotalaria occidentalis là một loài thực vật có hoa trong họ Đậu. Loài này được Hepper miêu tả khoa học đầu tiên.